# مسجد الشهيد صدوقي
مسجد الشهيد صدوقي هو مسجد تاريخي يعود إلى عصر القاجاريون، ويقع في تبريز.